# Gutas

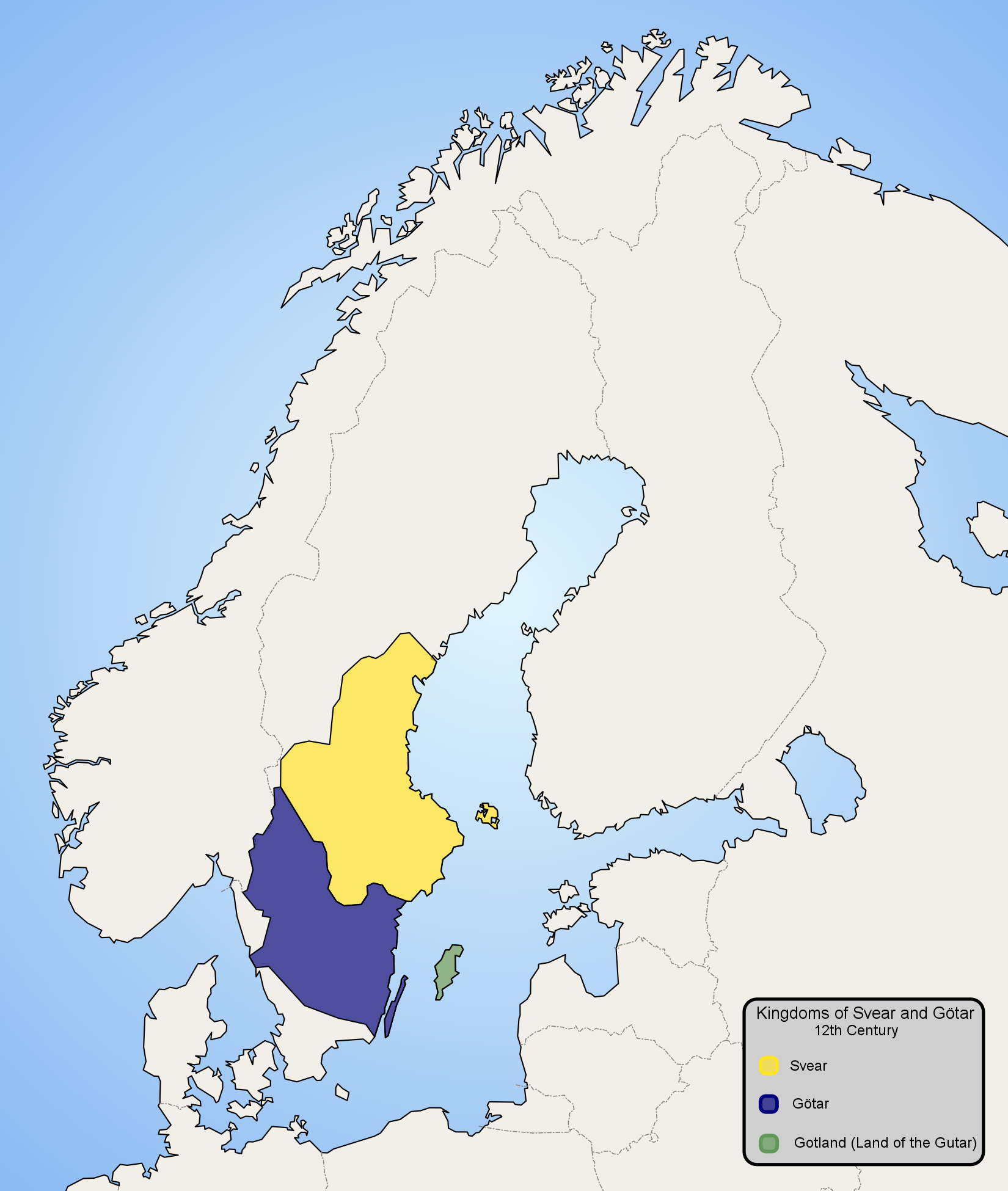
A Suécia no século XII, com demarcação das áreas ocupadas pelos gotas, suíones e gutas
Gautas (Götar)
Suíones (Svear)
Gutas (Gutar)

Territórios originais dos godos e culturas arqueológicas góticas entre os séculos III-IV

Gutas (em sueco:  Gutar) é a antiga designação dada a si próprios pelos habitantes da ilha sueca da Gutland, cujo nome foi modificado pelos Alemães para Gotland - Gotlândia. Os suecos costumam chamá-los todavia de Gotlänningar (lit. Gotlandeses). Segundo a tradição, o nome Gutar derivaria da personagem mitológica Gute, neto de Tjelvar, descobridor da Gotlândia.

## Vínculo entre gutas e godos
Diferentes opiniões imperam entre historiadores, arqueólogos e linguistas sobre se há ou não um vínculo entre os gutas, os gautas e os godos.
 O historiador bizantino Jordanes afirma, em sua obra Gética datada do século VI, que os godos eram originários de Scandza, uma ilha do Mar Báltico ao norte do rio Vístula na Polónia.
O documento medieval Saga dos Gutas, redigido no século XIII, conta que um terço da população da Gotlândia migrou para o sul numa época distante e remota, desembarcando na Estónia e passando pela Rússia para se irem estabelecer na Grécia. Num documento medieval islandês (Sögubrot af Nokkrum Fornkonungum í Dana ok Svíaveldi) os habitantes da Gotlândia são designados de Gotar, do mesmo modo que o são os godos da Europa continental.
O historiador sueco contemporâneo Dick Harrison afirma em sua obra Sveriges Historia Medeltiden, publicada em 2009, que não há nenhuma conexão historicamente comprovada entre os godos e os suecos antigos, sendo este "mito impossível de verificar".

## Relações entre os gutas e os suíones
Segundo a Saga dos Gutas, os suíones atacaram a Gotlândia sem conseguir conquistá-la. Na sequência desses acontecimentos, os gutas fizeram um acordo de paz com o rei dos suíones por volta do século VIII. Os gutas pagariam um imposto aos suíones, e os suíones protegeriam militarmente os gutas.
A Gotlândia manteve, contudo, uma grande autonomia em relação aos suíones. O fim dessa autonomia aconteceu em 1361, quando a Gotlândia foi anexada pelo rei dinamarquês Valdemar IV (r. 1340–1376). Pela Paz de Brömsebro em 1645, a Gotlândia voltou a ser sueca.[carece de fontes?]